# Soluta
Ordre
Les Soluta sont un ordre fossile d'échinodermes du Paléozoïque, attribué au morpho-groupe des carpoïdes, ou Homalozoa. C'est actuellement le seul ordre de la classe des Homoiostelea. 
Leur registre stratigraphique s'établit environ de 501 à 412 millions d'années. 

## Classification
La position phylogénétique et la composition de ce groupe sont encore à l'étude.
| Selon BioLib (7 janvier 2018) : - famille Dendrocystitidae Bassler, 1938 † - famille Girvanicystidae Caster, 1967 † - famille Iowacystidae Gill & Caster, 1960 † - famille Maenniliidae Rozhnov & Jefferies, 1996 † - famille Minervaecystidae Ubaghs & Caster, 1967 † - famille Plasiacystidae Prokop & Petr, 2003 † - famille Rutroclypeidae Gill & Caster, 1960 † - famille Syringocrinidae Parsley & Caster, 1965 † - genre non assigné Castericystis Ubaghs & Robison, 1985 † - genre non assigné Coleicarpus Daley, 1996 † - genre non assigné Dehmicystis Caster, 1967 † - genre non assigné Drepanocystis Sumrall, Sprinkle, Guensburg & Dattilo, 2012 † | Selon Paleobiology Database (7 janvier 2018) : - famille Dendrocystitidae - famille Plasiacystidae - genre Belemnocystites - genre Castericystis - genre Coleicarpus - genre Dalejocystis - genre Dehmicystis - genre Dendrocystoides - genre Girvanicystis - genre Heckericystis - genre Iowacystis - genre Minervaecystis - genre Myeinocystites - genre Rutroclypeus - genre Scalenocystites - genre Syringocrinus |

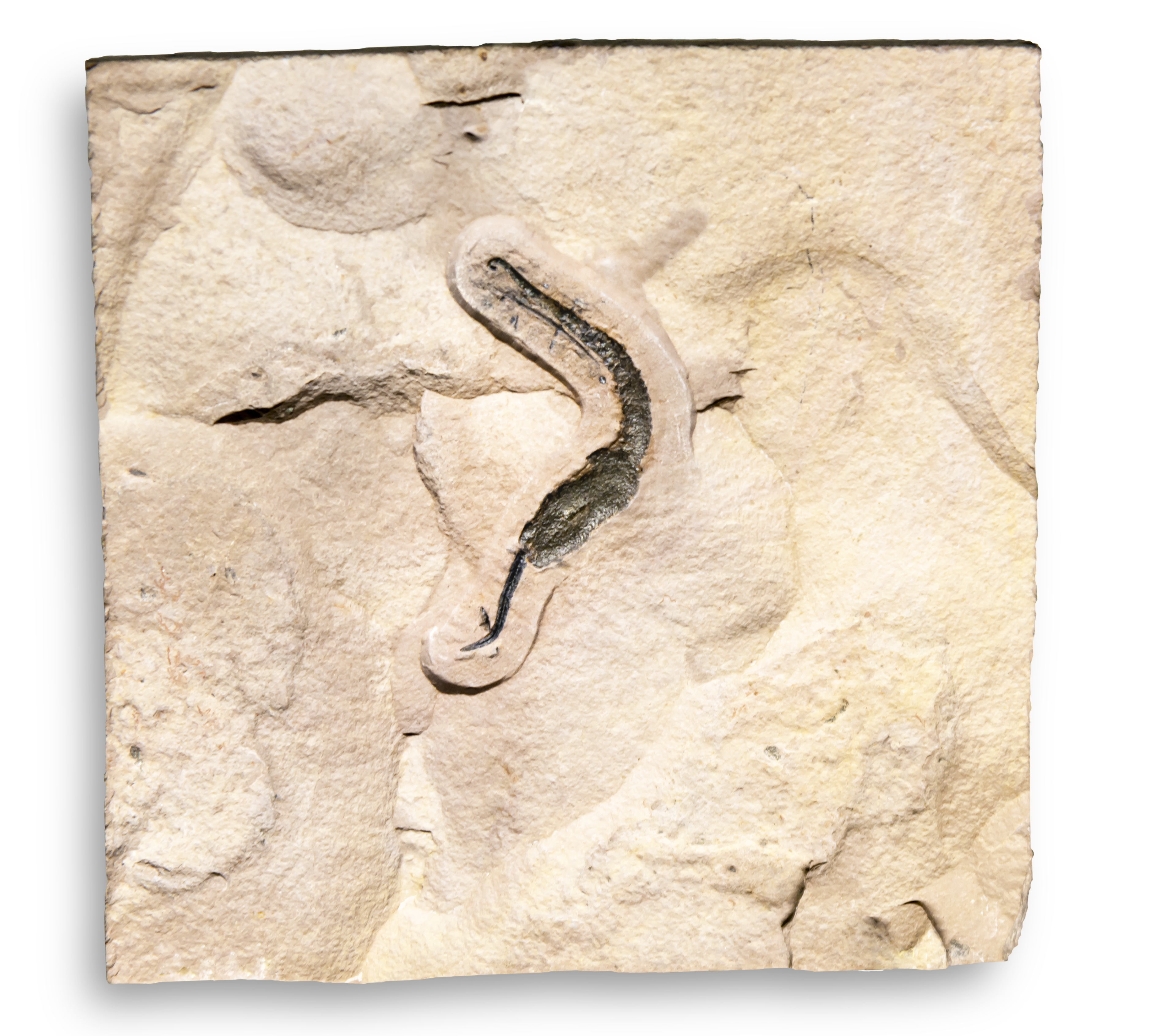
Castericystis sprinklei (coll.MHNT).
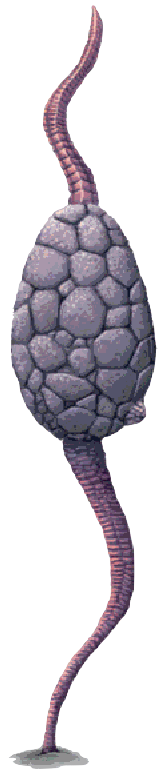
Coleicarpus sprinklei.
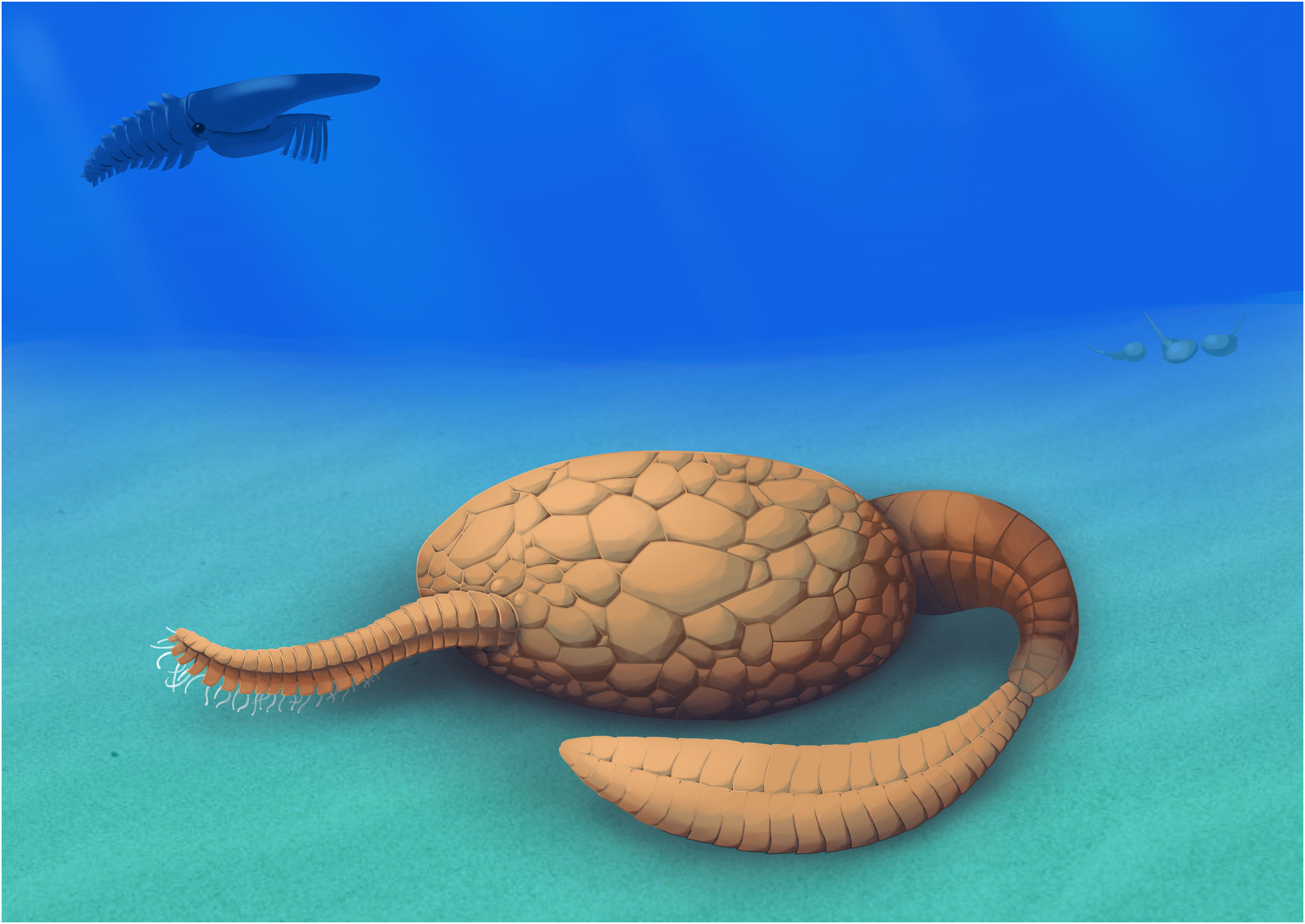
Nimchacystis agterbosi (Syringocrinida, Minervaecystidae).